# Венґжиново (Маковський повіт)
Венґжиново (пол. Węgrzynowo) — село в Польщі, у гміні Плоняви-Брамура Маковського повіту Мазовецького воєводства.
Населення — 554 особи (2011).
У 1975-1998 роках село належало до Остроленцького воєводства.

## Демографія
Демографічна структура станом на 31 березня 2011 року:
|          | Загалом | Допрацездатний вік | Працездатний вік | Постпрацездатний вік |
| -------- | ------- | ------------------ | ---------------- | -------------------- |
| Чоловіки | 270     | 44                 | 185              | 41                   |
| Жінки    | 284     | 53                 | 155              | 76                   |
| Разом    | 554     | 97                 | 340              | 117                  |